# きのこ王国

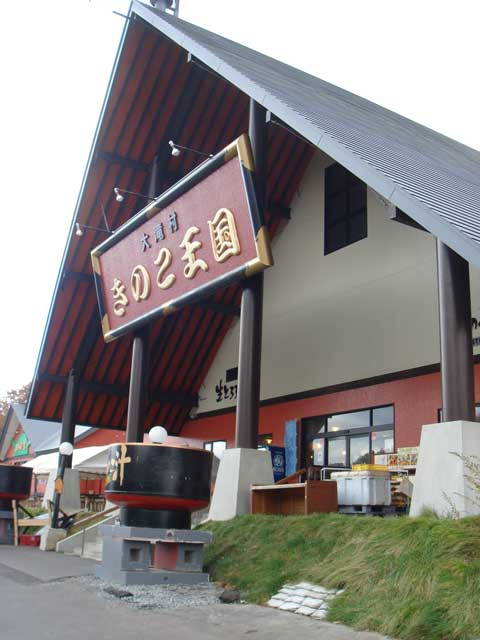
国道276号沿いに立地するきのこ王国本店

きのこ王国（きのこおうこく）は、株式会社北海道名販が運営する、きのこをはじめとした農産物販売所である。きのこを使った料理を提供する軽食コーナーを有する。

## 概要
きのこ王国事業部として、北海道伊達市（国道276号の旧道の駅フォーレスト276大滝に隣接する本店）と仁木町（国道5号沿いのふれあい広場遊トピア内に仁木店/2010年4月2日オープン）の計2箇所の店舗を営業している。
かつては、北湯沢店（伊達市の国道453号沿い）および喜茂別店（喜茂別町の国道230号沿い）もあったが、2017年11月12日に閉店した。
大滝店では、大滝村の名産品のきのこの製造販売、加工品販売などを手がける一方、きのこ料理などを提供する。提供するきのこ汁は年間60万食の売り上げる。120台の駐車が可能な駐車場を備えている。